# Palesztinai Szent Zénón
Palesztinai Szent Zénón (350 körül – 416/419) szentként tisztelt ókeresztény palesztinai remete, az úgynevezett sivatagi atyák egyike.
A bizánci császári udvar tisztviselője volt, majd Nagy Szent Vazul tanítványa lett. Ezt követően Antiokheia vidékén remeteéletet kezdett egy sírboltban. Mintegy 40 évig élt itt. (Személye nem azonos Egyiptomi Szent Zénónnal.)
Az egyház szentként tiszteli, és február 10-én üli ünnepét.

## Lásd még
- Ortodox szentek listája
- Sivatagi atyák